# 打击台面
打击台面（英語：Striking platform），简称“台面”，是一个打制石器技术的术语。在打制石器的过程中，需要在石核上通过击打使得石片剥落。此时，石核上受力的面即称为“打击台面。